# Luzzi (cognome)
Luzzi è un cognome di lingua italiana.

## Varianti
Luzzo.

## Origine e diffusione
Il cognome è tipicamente centro-settentrionale.
Potrebbe essere un'aferesi del cognome Carluzzi o di altri cognomi derivanti da prenomi, ad esempio Micheluzzi o Paoluzzi; potrebbe essere inoltre affine a Luzi.
La variante Luzzo ha lo stesso areale di diffusione.

## Persone
- Giovanni Ferro Luzzi – magistrato e politico italiano
- Luigi Luzzi – musicista e compositore italiano
- Luzio Luzzi, detto Luzio Romano – pittore italiano